# Cletopyllus tertius
Cletopyllus tertius är en kräftdjursart som beskrevs av Por 1964. Cletopyllus tertius ingår i släktet Cletopyllus och familjen Laophontidae. Inga underarter finns listade i Catalogue of Life.